# Азурен
Азурен (порт. Azurém) — район (фрегезия) в Португалии, входит в округ Брага. Является составной частью муниципалитета Гимарайнш. Находится в составе крупной городской агломерации Большое Минью. По старому административному делению входил в провинцию Минью. Входит в экономико-статистический субрегион Аве, который входит в Северный регион. Население составляет 8151 человек на 2001 год. Занимает площадь 2,41 км².
Покровителем района считается Апостол Пётр (порт. São Pedro).